# Zazie Beetz
Zazie Olivia Beetz (* 1. června 1991 Berlín, Německo) je německo-americká herečka. Výraznou roli ztvárnila v seriálu Atlanta, za níž byla nominována na cenu Emmy. Dále hrála v antologii Easy (2016–2019) a dabingem Amber Bennettové v animovaném seriálu Neporazitelný. Na filmovém plátně si zahrála hrdinku Domino ve filmu Deadpool 2 (2018) a Sophii Dumondovou ve snímku Joker (2019).

## Dětství a mládí
Zazie Olivia Beetz se narodila v Berlíně v roce 1991. Její otec je Němec, který v roce 1990 emigroval do USA. Její matka je Afroameričanka z New Yorku. Brzy po jejím narození se ovšem její rodiče rozešli. Je pojmenovaná po titulní postavě knihy Zazie v metru, kterou napsal Raymond Queneau. Má mladšího bratra Justina.
V dětství žila střídavě v Berlíně a New Yorku. Do USA se definitivně přestěhovala, když jí bylo osm let. V New Yorku žila ve čtvrti Washington Heights. Již v mládí se začala věnoval herectví, když chodila do divadelního kroužku. V roce 2009 maturovala na umělecké škole LaGuardia Arts High School. Poté nastoupila na Skidmore College, kde absolvovala v roce 2013 a získala bakalářský titul z francouzštiny.

## Filmografie

### Film
| Rok  | Název                           | Role                              | Poznámky            |
| ---- | ------------------------------- | --------------------------------- | ------------------- |
| 2013 | The Crocotta                    | The Crocotta                      | krátkometrážní film |
| 2014 | Beasts                          | Ally                              | krátkometrážní film |
| 2015 | James White                     | dívka č. 1                        |                     |
| 2015 | Applesauce                      | Ram                               |                     |
| 2015 | Double Bind                     | Bally                             | krátkometrážní film |
| 2015 | 5th & Palisade                  | detektiv McBrideová               | krátkometrážní film |
| 2016 | Wolves                          | Victoria                          |                     |
| 2016 | MBFF: Man's Best Friend Forever | Ivana                             | krátkometrážní film |
| 2017 | Sollers Point                   | Courtney                          |                     |
| 2017 | Geostorm: Globální nebezpečí    | Dana                              |                     |
| 2018 | Dead Pigs                       | Angie                             |                     |
| 2018 | Deadpool 2                      | Domino                            |                     |
| 2018 | Slice                           | Astrid                            |                     |
| 2019 | Rány                            | Alicia                            |                     |
| 2019 | High Flying Bird                | Sam                               |                     |
| 2019 | Seberg                          | Dorothy Jamal                     |                     |
| 2019 | Joker                           | Sophie Dumond                     |                     |
| 2019 | Lucy in the Sky                 | Erin Eccles                       |                     |
| 2020 | Stále mezi námi                 | Keysha                            |                     |
| 2020 | Nine Days                       | Emma                              |                     |
| 2021 | Chlupáčci                       | Dottie (hlas)                     |                     |
| 2021 | Tím tvrdší je pád               | Dostavníková Mary                 |                     |
| 2022 | Bullet Train                    | The Hornet                        |                     |
| 2022 | Zlouni                          | Diane Foxington / The Crimson Paw |                     |
| 2024 | Joker: Folie à Deux             | Sophie Dumond                     |                     |
| 2025 | The Dutchman                    | Kaya                              |                     |
| 2025 | Zlouni 2                        | Diane Foxington / The Crimson Paw |                     |
|      | Good Luck, Have Fun, Don't Die  |                                   | Postprodukce        |

### Televize
| Rok       | Název                          | Role                 | Poznámky           |
| --------- | ------------------------------ | -------------------- | ------------------ |
| 2016      | Margot vs. Lily                | Allie                | 4 epizod           |
| 2016–2022 | Atlanta                        | Vanessa "Van" Keefer | 18 epizod          |
| 2019      | The Twilight Zone              | Sophie Gelson        | 1 epizoda          |
| 2020–2021 | Robot Chicken                  | dabing               | 2 epizody          |
| 2020      | Home Movie: The Princess Bride | Princess Buttercup   | 2 epizody          |
| 2020      | Acting for a Cause             | Natalie Keener       | 1 epizoda          |
| 2021–2025 | Neporazitelný                  | Amber Bennett (hlas) | 18 epizod          |
| 2023      | Uzavřený kruh                  | Mel Harmony          | 6 epizod           |
| 2023      | Dějiny světa, část druhá       | Marie Magdalena      | 3 epizody          |
| 2023      | Černé zrcadlo                  | Bo                   | 1 epizoda (S06E04) |
| 2023      | Big Mouth                      | Danni (dabing)       | 4 epizody          |